# Horváth Brigitta
Horváth Brigitta (Dunaújváros, 1996. május 14. –) világbajnoki ezüstérmes magyar vízilabdázó.

## Sportpályafutása
Dunaújvárosi vízilabdázó. Klubjával 2018-ban LEN-kupát és európai szuperkupát nyert.
A 2012-es U18-as vb-n és az U19-es Eb-n második lett. 2013-ban az U17-es Eb-n ötödik, a junior vb-n hatodik volt. 2014-ben az ifi vb-n bronzérmet szerzett. Ugyanebben az évben a junior Eb-n negyedik volt. 2015-ben az U20-as vb-n hetedik helyen végzett. Tagja volt a 2018-as Eb-n és a 2019-es vb-n negyedik válogatottnak. 2022-ben a LEN-kupa döntőjében maradt alul a klubjával az Etnikosz Pireusszal szemben.

## Sikerei
Világbajnokság
- ezüstérmes: 2024

U19-es Európa-bajnokság
- ezüstérmes: 2012

U18-as világbajnokság
- ezüstérmes: 2012
- bronzérmes: 2014

Magyar bajnokság
- ezüstérmes: 2016, 2018, 2019, 2021, 2023
- bronzérmes: 2013, 2014, 2015, 2017

Magyar kupa
- győztes: 2013, 2019, 2020